# Licaria capitata
Licaria capitata là loài thực vật có hoa trong họ Nguyệt quế. Loài này được (Schltdl. & Cham.) Kosterm. miêu tả khoa học đầu tiên năm 1937.